# Victoria, švedska krunska princeza
Victoria, švedska krunska princeza, vojvotkinja od Västergötlanda (punim imenom Victoria Ingrid Alice Désirée; Stockholm, 14. srpnja 1977.) švedska je prijestolonasljednica. Danas je jedina prijestolonasljednica na svijetu i prva u povijesti koja drži tu poziciju. Oslovljava se s Njena Kraljevska Visost. Ako naslijedi tron, kao što se očekuje, bit će četvrta žena na švedskom vladarskom tronu (nakon Margarete I., kraljice Danske, Kristine Švedske i Ulrike Eleonore).

## Rane godine
Princeza Victoria je najstarije od troje djece kralja Carla XVI. Gustafa i kraljice Silvije. Prvo ime (Victoria) dobila je po praprabaki, Viktoriji Badenskoj, koja je bila švedska kraljica kao supruga kralja Gustafa V. Drugo ime (Ingrid) dobila je u sjećanje na njenu pratetu, Ingrid Švedsku, dansku kraljicu po braku. Treće ime (Alice) dobila je po baki s majčine strane, a četvrto (Désirée) po svojoj pretkinji, Désirée Clary, supruzi kralja Karla XIV. Ivana i zaručnici Napoleona Bonaparte.
Krštena je u Crkvi kraljevske palače 27. rujna 1977. godine. Njeni kumovi su bili dvoje europskih monarha – Harald V. i Beatrix od Nizozemske – i njena teta, princeza Désirée, barunica Silfverschiöld. Princeza Victoria je i sama kuma europskim princezama i prinčevima za koje se očekuje da jednog dana naslijede krune: Ingrid Alexandrie od Norveške, Katarini-Amaliji od Nizozemske, Kristijanu od Danske i Eleonori od Belgije.

## Izmjena ustava i dužnosti
Postala je krunska princeza 1. siječnja 1980. godine izmjenom Akta o nasljeđivanju iz 1810. godine koji je pravo na krunu davao samo muškarcima iz dinastije Bernadotte. Ova promjena ustava značila je da će prvi u nasljednom nizu za švedski tron biti monarhovo najstarije dijete, bez obzira na spol. Njezin mlađi brat, princ Karlo Filip, vojvoda od Värmlanda, time je izgubio svoju poziciju. Švedska je tako postala prva monarhija u svijetu koja je usvojila jednaku primogenituru, a Victoria je postala prva prijestolonasljednica u povijesti. Retroaktivnu promjenu ustava nije podržavao Victorijin otac, koji je više želio sina za nasljednika, a njegovo mišljenje su komentirali i mediji. Ubrzo nakon što je postala prijestolonasljednica, od oca je dobila titulu vojvotkinje od Västergötlanda.
Princeza Victoria izvršava svoje dužnosti članice švedske kraljevske obitelji i pruža podršku ocu, u čije ime izvršava dužnosti šefa države kao regent kada je on na putu. Svoj prvi govor u parlamentu buduća kraljica održala je prigodom ceremonije u kojoj je proglašena punoljetnom i spremnom za izvršavanje regentskih dužnosti, 14. srpnja 1995. godine. Među princezine dužnosti spada predstavljanje i promoviranje Švedske na službenim putovanjima.

## Privatni život i brak
Godine 1996. otkriveno je da Victoria pati od anoreksije, a to je potvrđeno sljedeće godine. Preseljena je u Sjedinjene Američke Države, gdje je u privatnosti studirala i bila liječena.
Krunska princeza se 2009. godine zaručila za Daniela Westlinga, svog trenera. Vjenčanje je održano 19. lipnja 2010. godine, te je Westling postao švedski princ i vojvoda od Västergötlanda. Victoria je 23. veljače 2012. rodila kćerku, princezu Estelle, koja je preuzela drugo mjesto na nasljednoj ljestvici švedske kraljevske obitelji, poslije svoje majke krunske princeze. 2. ožujka 2016. rodila je svoje drugo dijete, princa Oscara. 

## Vanjske poveznice
- Službena stranica kraljevske kuće  Arhivirana inačica izvorne stranice od 11. travnja 2008. (Wayback Machine)